# Baijiania taiwaniana
Baijiania taiwaniana är en gurkväxtart som först beskrevs av Bunzo Hayata, och fick sitt nu gällande namn av An Min g Lu och J.Q. Li. Baijiania taiwaniana ingår i släktet Baijiania och familjen gurkväxter. Inga underarter finns listade i Catalogue of Life.